# Vineyards
Vineyards ist ein census-designated place (CDP) im Collier County im US-Bundesstaat Florida.
Das U.S. Census Bureau hat bei der Volkszählung 2020 eine Einwohnerzahl von 3883 ermittelt.

## Geographie
Vineyards wird von der Interstate 75 tangiert und befindet sich sechs Kilometer nordöstlich von Naples.

## Demographische Daten
Laut der Volkszählung 2010 verteilten sich die damaligen 3375 Einwohner auf 2626 Haushalte. Die Bevölkerungsdichte lag bei 572 Einw./km². 96,3 % der Bevölkerung bezeichneten sich als Weiße, 0,9 % als Afroamerikaner, 0,1 % als Indianer und 1,3 % als Asian Americans. 0,5 % gaben die Angehörigkeit zu einer anderen Ethnie und 0,9 % zu mehreren Ethnien an. 4,6 % der Bevölkerung bestand aus Hispanics oder Latinos.
Im Jahr 2010 lebten in 12,9 % aller Haushalte Kinder unter 18 Jahren sowie in 62,9 % aller Haushalte Personen mit mindestens 65 Jahren. 69,7 % der Haushalte waren Familienhaushalte (bestehend aus verheirateten Paaren mit oder ohne Nachkommen bzw. einem Elternteil mit Nachkomme). Die durchschnittliche Größe eines Haushalts lag bei 2,00 Personen und die durchschnittliche Familiengröße bei 2,36 Personen.
12,4 % der Bevölkerung waren jünger als 20 Jahre, 7,5 % waren 20 bis 39 Jahre alt, 20,7 % waren 40 bis 59 Jahre alt und 59,5 % waren mindestens 60 Jahre alt. Das mittlere Alter betrug 64 Jahre. 47,0 % der Bevölkerung waren männlich und 53,0 % weiblich.
Das durchschnittliche Jahreseinkommen lag bei 86.786 $, dabei lebten 0,8 % der Bevölkerung unter der Armutsgrenze.
Im Jahr 2000 war Englisch die Muttersprache von 98,48 % der Bevölkerung und spanisch sprachen 1,52 %.